# Epilysta mucida
Epilysta mucida är en skalbaggsart som beskrevs av Francis Polkinghorne Pascoe 1865. Epilysta mucida ingår i släktet Epilysta och familjen långhorningar. Inga underarter finns listade i Catalogue of Life.